# Hans Timmermann (Schauspieler)
Hans Timmermann (* 20. Februar 1926 in Flensburg; † 3. November 2005) war ein deutscher Regisseur, Schauspieler und Übersetzer.

## Leben
Hans Timmermann wurde 1926 in Flensburg geboren und wuchs in Rostock auf. Später zog er nach Hamburg. Zunächst spielte er hier am Altonaer Theater und später am Ernst Deutsch Theater.
Hans Timmermann war über 20 Jahre lang am Hamburger Ohnsorg-Theater engagiert. Mit seinen plattdeutschen Inszenierungen wie Na uns de Sintfloot, De Schimmelrieder oder Hannes sien Glück wurde er bekannt.

## Filmografie (Auswahl)
- 1968: Ein Sarg für Mr. Holloway
- 1968: Sir Roger Casement
- 1969: Gnade für Timothy Evans
- 1970: Die Kriminalerzählung
- 1971: Hamburg Transit – Ein Zahn zuviel
- 1971: Tatort – AE612 ohne Landeerlaubnis
- 1973: Tatort – Platzverweis für Trimmel
- 1977: Tatort: Reifezeugnis